# Sint-Joriskerk (Antwerpen)

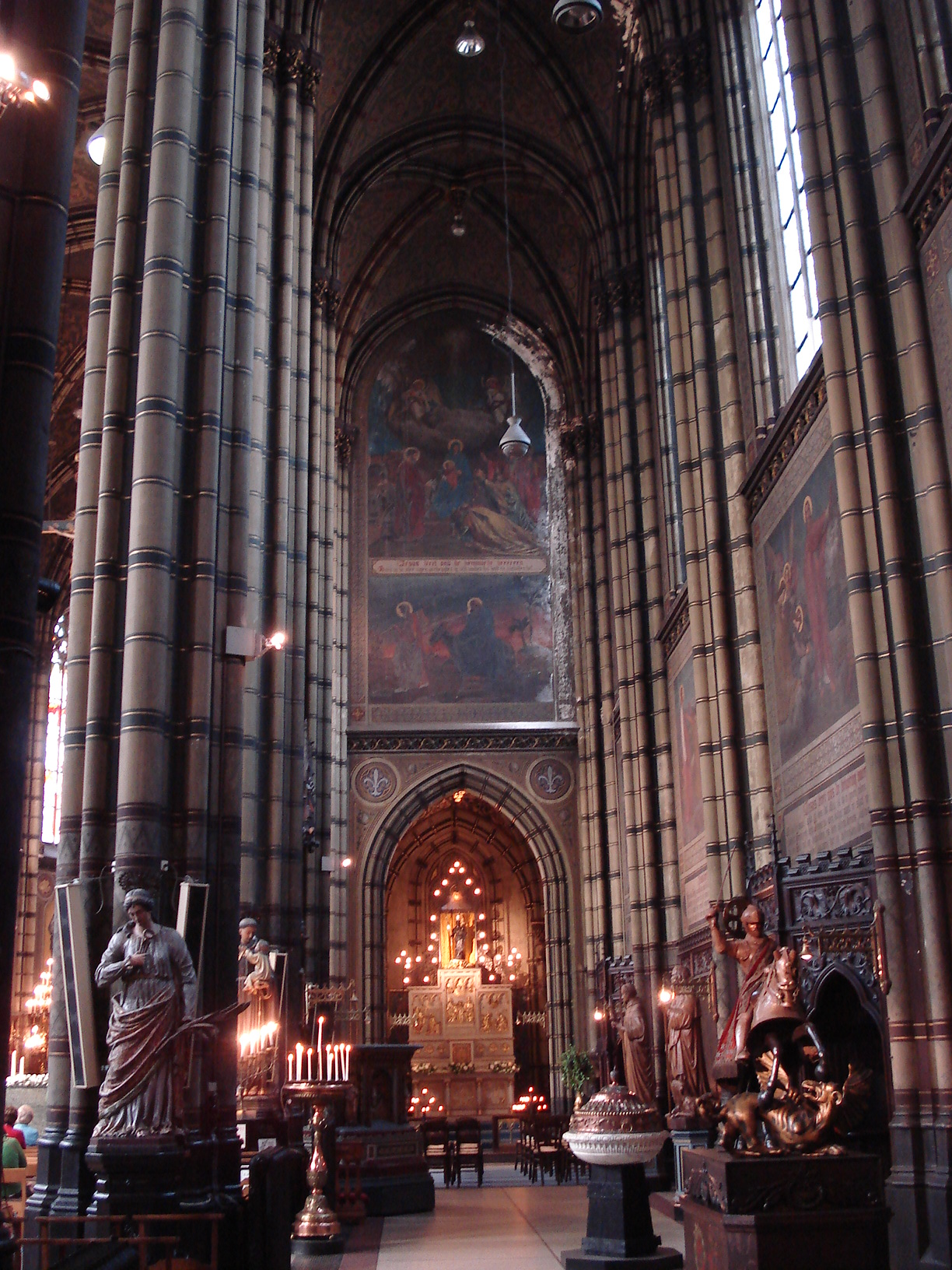
Rechter zijschip

De Sint-Joriskerk is een rooms-katholieke kerk aan het Mechelseplein in Antwerpen.

## Geschiedenis
De vroegste vermeldingen van een Sint-Joriskapel, even buiten de Antwerpse stadswallen in die tijd, stammen uit 1201. Uit een in het kerkarchief bewaard gebleven akte blijkt dat de kapel op 6 juli 1304 door de aartsbisschop van Zweden, Isernus, werd ingewijd tot een min of meer zelfstandige parochiekerk waarvan de parochie zich uitstrekte tussen de Herentalse Vaart als noordgrens, de grens met de parochie Berchem als zuidoostgrens, de grens met de parochie Wilrijk als zuidgrens en de Lange Elzenstraat-Kruishofstraat (d.i. de grens met Kiel als zuidwestgrens. Niet veel later, in 1314, werd de stad Antwerpen uitgebreid en kwam de kleine kerk binnen de stadswallen te liggen, direct naast de Sint-Jorispoort. Er werd een kerkfabriek opgericht en in 1326 werd begonnen met de aanbouw van een kerkkoor en zijkappellen.
Tijdens de beeldenstorm van 20 augustus 1566 en de daaropvolgende periode van onrust (de "Antwerpse beroerten") bleef de Sint-Joriskerk niet gespaard. Het interieur van de kerk, inclusief het meubilair, werd vernield en het gebouw werd enige tijd in beslag genomen door de calvinisten. In 1585 werd Antwerpen na een beleg van ruim een jaar veroverd door de Spaanse stadhouder Alexander Farnese, hertog van Parma. In datzelfde jaar werd de Sint-Joriskerk weer voor de katholieke erediensten gebruikt. In de periode die volgde werd het gebouw deels onder invloed van de barok voorzien van nieuwe opvallende altaren, epitafen, liturgische gereedschappen en decoraties.

### Verwoesting en nieuwbouw
Tijdens het revolutionaire Franse bewind van het eind van de 18e eeuw wordt de oude Sint-Joriskerk ten slotte geheel verwoest. In 1797 werd de kerk en onderliggende grond verkocht, als steengroeve en bouwterrein. Spoedig rezen er nieuwe gebouwen op, op de plaats waar niet veel eerder de monumentale kerk had gestaan. In 1846 slaagde pastoor Jan Van Cauwenbergh er echter in de grond, inclusief de nieuwe gebouwen, terug te kopen. De gebouwen werden afgebroken en onder leiding van architect Léon Suys werd direct begonnen met de bouw van een nieuwe kerk. Het neogotische ontwerp was in die tijd voor Antwerpen zeer vernieuwend.
Hoewel de architect tijdens de werkzaamheden werd ontslagen, was de bouw reeds in 1853 zover gereed dat het gebouw ingewijd kon worden. In 1871 werden ook de pre-Rafaëlistische muurschilderingen van Godfried Guffens en Jan Swerts ingewijd door kardinaal Dechamps. Ze beelden Jezus’ leven en Jezus’ lijden uit, zijnde de strijdende en de lijdende kerk. Hierop componeerde Peter Benoit het werk: “Drama Christi”. Rond dezelfde tijd werden de twee torens voorzien van spitsen. Aan het einde van de twintigste eeuw werd begonnen met uitgebreide restauraties van het kerkgebouw.

## Kunstschatten
Het beeld van Onze-Lieve-Vrouw van het Kasteel kwam na de Franse revolutie terecht in deze kerk. Eerder werd het vereerd in het Zuidkasteel, waar Hertog van Alva, op Maria’s borst zie je zijn rode lakzegel, het geplaatst had in de Spaanse citadel. Het Mariabeeld beschikt over kostbare kroonjuwelen en over een mantel uit 1867 van de borduurder Louis Van Moock, geïnspireerd door de majestueuze mantel van Onze-Lieve-Vrouw van Bijstand en Victorie in de Sint-Andrieskerk. Een tiental symbolen van Mariale deugden sieren de zoom van de mantel.
Het reliekschrijn van de veertig beschermheiligen tegen besmettelijke ziekten (indertijd de cholera met vele doden in 1866) is in verguld messing (1878).
De historische glasramen van Jean-Baptiste Capronnier (1871-75) werden alle gerestaureerd.

## Orgel
Het grote orgel van de Sint-Joriskerk werd gebouwd door de Brusselse firma Merklin-Schütze in 1867. Het telt 2 klavieren (manualen) plus een pedaalklavier met 30 toetsen, 20 spelen, en 1208 pijpen. Oorspronkelijk telde het pedaalklavier slechts 27 toetsen, de drie overige zijn een moderne uitbreiding. Het is een van de gaafst bewaarde concertinstrumenten van de stad.